# Merel de Blaey
Merel de Blaey (Den Haag, 2 december 1986) is een Nederlands hockeyster die als verdediger speelt. Ze nam eenmaal deel aan de Olympische Spelen en won bij die gelegenheid een gouden medaille. Ze speelde 31 interlands en scoorde hierbij niet.
De Blaey speelde van 2010 tot 2012 voor MHC Laren. Daarvoor kwam ze vijf jaar uit voor HC Klein Zwitserland. Haar gehele jeugd speelde zij bij HDM. Vanaf het seizoen 2012/13 speelt De Blaey voor HC 's-Hertogenbosch. In 2011 debuteerde ze in het Nederlands team waarmee ze in 2011 Europees kampioen werd en de Champions Trophy won. In 2012 won ze ook de gouden medaille op de Olympische Zomerspelen 2012 in Londen. In de finale werd Argentinië 2-0 verslagen.

## Erelijst
- .....2007 halve finale play-offs met HC Klein Zwitserland
- 4e 2010 EK Indoor met Ned team in Duisburg, Duitsland
- 2011 WK Indoor met Ned team in Poznan, Polen
- 2011 finale play-offs Hoofdklasse KNHB met Larensche MHC
- 2011Euro Hockey Club Champions Cup (EHCCC) met Larensche MHC
- 2011 Champions Trophy vrouwen met Ned XI te Amstelveen
- 2011 EK met Ned XI te Mönchengladbach
- 2012 Champions Trophy met Ned XI in Rosario, Argentinië
- 2012 Finale play-offs Off Hoofdklasse KNHB met Larensche MHC
- 2012 Euro Hockey Club Champions Cup (EHCCC) Met Larensche MHC
- 2012 Olympische spelen met Ned XI IN Londen, Engeland
- 2013 Europacup Indoor met HC Den Bosch in Wenen
- 2013 Finale play-offs Hoofdklasse KNHB met HC Den Bosch
- 2013 Euro Hockey Club Champions Cup (EHCCC) met HC Den Bosch
- 2014 Landskampioen Hoofdklasse KNHB met HC Den Bosch
- 2014 Euro Hockey Club Champions Cup met HC Den Bosch
- 5e 2015 Europacup Indoor in Litouwen met HC Den Bosch
- 2015 Landskampioen Hoofdklasse KNHB met HC Den Bosch
- 2015 Euro Hockey Club Champions Cup met HC Den Bosch

Marilyn Agliotti · 
Naomi van As · 
Merel de Blaey · 
Carlien Dirkse van den Heuvel · 
Margot van Geffen · 
Maartje Goderie · 
Eva de Goede · 
Ellen Hoog · 
Kelly Jonker · 
Kim Lammers · 
Caia van Maasakker · 
Kitty van Male · 
Maartje Paumen · 
Sophie Polkamp · 
Joyce Sombroek · 
Lidewij Welten ·
Coach: Max Caldas